# Cornelis Walig
Dit overzicht is mogelijk incompleet; u kunt helpen door het uit te breiden.
Cornelis Walig (Krommenie, 13 augustus 1824 – aldaar, 30 juli 1892) was een Nederlandse burgemeester.
Walig was een zoon van de doopsgezinde leraar Jan Walig en Anna Honig. Walig huwde met Cornelia Catharina Kuijper. Hij werd in 1856 benoemd tot burgemeester van Krommenie. Hij bleef dit tot zijn verzoek om ontslag in 1866. Walig werd begraven op de algemene begraafplaats van Krommenie aan het Blok.